# Stefan Reis
Stefan Reis (* 1993 bei Heilbronn) ist ein deutscher Schauspieler.

## Leben
Er begann mit 23 Jahren seine Schauspielausbildung an der Theater-Akademie Stuttgart. Während seines Studiums war er für verschiedene Rollen in der Theaterkompagnie Stuttgart engagiert, mit der er an Theatern in Deutschland gastierte. Außerdem wirkte er in „die Weber“ – Regie: Georg Schmiedleitner, „italienische Nacht“ – Regie: Calixto Bieito, „Robin Hood“ – Regie: Corinna von Rad u. a. am Staatstheater Stuttgart mit.
Im Sommer 2021 schloss er sein Schauspieldiplom an der Theater Akademie Stuttgart mit Auszeichnung ab. Stefan Reis ist Mitglied in folgenden Verbänden:
Genossenschaft Deutscher Bühnen-Angehöriger und Queer Media Society.

## Mitwirkung in Theaterinszenierungen
- 2018: Hamlet, Theaterkompanie Stuttgart, Güldenstern, – Christian Schlösser
- 2019: Die Weber, Gerhart Hauptmann, ein Weber, – Georg Schmiedleitner, Staatstheater Stuttgart
- 2019: Italienische Nacht, Odeon von Horvath, Chor, – Calixto Bieto, Schauspiel Stuttgart
- 2020: Othello, W. Shakespeare, Soldat, – Burkhard Kosminski, Schauspiel Stuttgart
- 2020: Was ihr wollt, Sir Andrew von Bleichenwang, – Christian Schlösser Theater-kompanie Stuttgart
- 2020: Robin Hood, Merkwürdiger Geselle, – Corinna von Rad, Schauspiel Stuttgart
- 2021: Club der toten Dichter, Gerald Pitts, – Joern Hinkel, Festspiele Bad Hersfeld
- 2022: Regieprojekte an der Akademie für Darstellende Kunst Baden-Württemberg Ludwigsburg
- 2022: Club der toten Dichter, Gerald Pitts, – Joern Hinkel, Festspiele Bad Hersfeld
- 2023: Regieprojekte an der AdK Ludwigsburg
- 2023: Club der toten Dichter, Richard Cameron, – Joern Hinkel, Festspiele Bad Hersfeld

## Filmografie
- 2018: „Zavala“, Kurzfilm
- 2018: Werbedreh Campus Schwarzwald
- 2019: Werbedreh „Herma“
- 2022: „Meet your match“, Abschlussfilm lazi-Akademie
- 2023: „Kennt jeder!“ (SWR Sketch Comedy). Endgame Produktion, R: Patrick Etter
- 2023: „in between“ Akademie für Darstellende Kunst Baden-Württemberg R: Emma Mae Zich